# Liste der Mobilfunkanbieter in Österreich
Die Liste der Mobilfunkanbieter in Österreich zeigt alle auf dem österreichischen Mobilfunkmarkt ansässige Mobilfunkanbieter (MVNOs, auch: Mobilfunkdiscounter, sogenannte Wiederverkäufer) Marken der Mobile Virtual Network Enabler (MVNEs) und Discountmarken der Netzbetreiber A1 Telekom Austria, Hutchison Drei Austria sowie Magenta Telekom in Österreich.

## Tochterunternehmen und Marken der Mobilfunknetzbetreiber

### bob
bob startete im Juli 2006 als Marke der A1 Telekom Austria, damals Mobilkom Austria, als Mobilfunk-Discounter mit der eigenen Vorwahl 0680. Der Schwerpunkt liegt bei Postpaid-Kunden. Die Vorwahl 0688 stammt von der Mobilfunksparte von Tele2, welche an die Telekom Austria verkauft wurde, die sie wiederum mit bob zusammenführte.

### eety
eety wurde am 24. April 2006, unter anderem mit einem 25,1-%-Anteil von Orange Austria, gegründet, deren Netz es nutzte. Durch die Verschmelzung mit Hutchison Drei Austria ging diese Beteiligung über und es wird nun auch dieses Mobilfunknetz, welches jetzt 100 % Anteil besitzt, genutzt. Einst war die Zielgruppe nicht-deutschsprachige Kunden, für die teilweise Service in ihrer Muttersprache angeboten wurde. Vertrieb der Startpakete wird über verschiedene Supermarktketten realisiert. Mit Stand vom 2. August 2016 verfügt der Kontomanager nur über rudimentäre Self-Care-Funktionen. Tarifwechsel erfolgen entweder telefonisch unter Mitwirkung des Supports oder durch Code-Eingaben am Endgerät. Die Vorwahl ist 0665 sowie 0681/83.

### Red Bull Mobile
Red Bull Mobile wird seit 1. Oktober 2008 in Zusammenarbeit mit Red Bull von der A1 Telekom Austria angeboten. Später startete auch in der Schweiz eine Kooperation mit Sunrise als ähnliches Angebot unter gleichem Namen. Heute werden Tarife zusätzlich mit ausgesuchten Smartphones und einem Spezial-Informationsservice rund um das Unternehmen angeboten.

### Yesss!
Yesss! startete als Tochter von Orange Austria, damals One, am 1. April 2005 als erster Discount-Mobilfunkanbieter auf dem österreichischen Markt sein No-Frills-Angebot und nutzte das Netz der Muttergesellschaft. Mit ca. 550.000 Kunden ist Yesss! nach eigenen Angaben der viertgrößte Mobilfunkanbieter in Österreich.
Jahrelang wurde neben dem Mobilfunk auch VoIP (diskont-webfonieren genannt) mit einer „Festnetzrufnummer“ angeboten, doch lag der Schwerpunkt stets beim Mobilfunk. Dieser Dienst wurde mit 31. Juli 2013 eingestellt.
Am 6. September 2007 startete Yesss! als erster österreichischer Mobilfunk-Discounter sein eigenes Internet-Angebot unter dem Namen diskont-surfen. Es handelt sich hierbei um einen Prepaid-Tarif, bei dem Guthaben bzw. Datenvolumen aufgeladen werden kann, das innerhalb eines Jahres verbraucht werden muss. Verwendet wird das UMTS/HSDPA-Netz von Orange, welches zuvor für Kunden des Discounters gesperrt war.
Im Zuge des Orange-Verkaufs an Drei wurde Yesss! für 390 Mio. Euro an die A1 Telekom Austria abgegeben. A1 betreibt Yesss! als eigene Firma weiter. Die Integration in das Mobilfunknetz von A1 erfolgt seit dem 15. April 2013.
Die aktive Vermarktung lief bis Ende 2014 fast ausschließlich über den Lebensmitteldiscounter Hofer, seitdem über die Österreichische Post und Tabaktrafiken, Pagro, Libro sowie über Märkte der Rewe Group. Heute wird die Marke durch Billa, Merkur (Österreich), BIPA, ADEG Österreich, LIBRO, Österreichische Post, Tabak Trafiken österreichweit und Tankstellen österreichweit vertrieben. Die Vorwahl ist dabei 0681 bzw. 0699/81.

### XOXO
XOXO wird seit 2021 als Tochter der A1 Telekom angeboten und stellt somit eine Alternative zu educom in deren Netz dar. Die Mobilfunktarife richten sich an Studierende.

## Full-MVNO
Full MVNO steht für Full Mobile Virtual Network Operator (deutsch: „vollständiger virtueller Mobilfunknetzbetreiber“). Dabei handelt es sich um eine Form von Mobilfunkanbietern, die keine eigene physische Netzwerkinfrastruktur (wie Sendemasten) besitzen, sondern stattdessen die Netze bestehender Betreiber nutzen.

### aicall
Aicall ist ein Angebot der aicall Telekommunikations-Dienstleistungs GmbH ist ein Full-MVNO und benutzt das Mobilfunknetz der A1. Die Vorwahl ist dabei 0696

### MTEL Austria
MTEL Austria ist ein Tochterunternehmen von MTEL Global, welche zur Telekom Srbija gehört. Die Marke richtet sich "in erster Linie an Kunden, die in Österreich leben und arbeiten und aus Serbien, Bosnien und Herzegowina oder Montenegro stammen".

## Branding-Marken diverser Netze
Der Kategorie „Branding“ werden solche Mobilfunk-Angebote zugerechnet, die sich an spezielle Zielgruppen richten, beispielsweise den Kundenstamm eines Nicht-Mobilfunkanbieters. Dabei werden bereits bestehende Kundenbeziehungen genutzt, um Angebote und Werbung auf diese Zielgruppen abzustimmen.

### billitel!
billitel! ist ein Angebot der ICC Calling Cards GmbH und nutzt die Dienste des MVNE (Mobile Virtual Network Enabler) Yesss! und somit das Mobilfunknetz von A1.

### Dialog
Dialog Telekom bietet unter dem Namen Dialog im Netz der Magenta Telekom Mobilfunkdienste an.

### Educom
Educom ist eine Marke von Edustore, in Kooperation mit Drei. Die Vorwahl ist 0678. Bis Ende 2021 war die A1 Kooperationspartner von Educom.

### Freeeway
Freeeway ist ein Produkt der Machine and Voice Communication GmbH und nutzt die Dienste von KPN, Magenta Telekom und Telekom Liechtenstein. Der Schwerpunkt des Unternehmens liegt auf roamingfreier Kommunikation speziell für die Transport- und Logistikbranche. Weiters wird auch das Segment der M2M-Kommunikation abgedeckt.

### Ge(-)org!
ge org wird von den beiden Marken Saturn und Media Markt der Metro-Gruppe in Zusammenarbeit mit A1 als „hauseigene“ Mobilfunkmarke angeboten. Die Vermarktung läuft hauptsächlich dadurch, dass jedes vertragsfrei erworbene Mobilfunkgerät kostenlos ein Starterkit dazu erhält. Früher wurde Ge org! über Tele.Ring/T-Mobile Austria abgewickelt, etwaige aus dieser Zeit noch mit Ge org! bedruckten SIM-Karten werden als Tele.Ring Wertkarten geführt.

### goood mobile
goood mobile ist ein deutsch-österreichischer Anbieter von Mobilfunkdiensten im Netz A1 Telekom Austria AG. Die Vorwahl ist dabei 0681.

### HoT
HoT Hofer Telekom wird von der Hofer Telekom und Service GmbH, einer Tochtergesellschaft der Ventocom GmbH angeboten und seit dem 2. Jänner 2015 über den Lebensmitteldiskonter Hofer KG vertrieben. Dabei werden die Netze der Magenta Telekom sowie Hutchison Drei Austria verwendet. Mit einem Marktanteil von 8,7 Prozent im Jahr 2023 in Österreich sowie nach eigenen Angaben über 1,5 Millionen Kunden mit Slowenien ist die Marke einer der größten Anbieter. Laut Eigenaussage war man der erste MVNO in Österreich.

### joymobile
joymobile ist eine Marke der E.G.R. Vertriebs- und Handelges.m.b.H. im Netz von Hutchison Austria. Diese wird in Zusammenarbeit mit der Marke eety verwaltet. Die Vorwahl ist dabei 0665.

### Kabelplus Mobile
Kabelplus Mobile ist eine Marke von kabelplus im Netz der Hutchison Drei Austria GmbH. Die Vorwahl ist dabei 0686.

### Kraftcom
Kraftcom bietet Mobilfunkdienste im Netz von A1 an.

### Krone mobile / KURIER mobil
Am 3. September 2016 starteten Krone mobile sowie Kuriermobil in Österreich und nutzen das Netz von A1. Die Vorwahl ist dabei 0681.

### Lidl Connect
Lidl Connect ist seit dem 1. Juli 2019 eine Mobilfunkmarke angeboten von Lidl Österreich in Zusammenarbeit und Netz der Hutchison Drei Austria. Angeboten werden verschiedene Telefonie- sowie Datenpakete. Im Juni 2020 gab das Unternehmen bekannt, insgesamt 70.000 SIM-Karten verkauft zu haben.

### Liwest Mobil
Liwest bietet Mobilfunkdienstleistungen im Netz der Magenta Telekom. Verwaltet wird die Marke durch die LTK Telekom und Service GmbH, eine Tochtergesellschaft von Ventocom GmbH. Die Vorwahl ist 0677.

### Lycamobile
Am 8. November 2013 startete Lycamobile in Österreich und nutzt das Netz von A1 Telekom Austria.

### Raiffeisen Mobil
Die Raiffeisenbank bietet mit Partnerschaft der Ventocom GmbH unter der Marke Raiffeisen Mobil Mobilfunktarife an. Diese sind exklusiv für Kunden der Bank erhältlich.

### s-budget-mobile
s-budget-mobile wird von der Handelskette Spar Österreich in Zusammenarbeit mit der Magenta Telekom-Marke tele.ring angeboten. Eindeutige Schwerpunkte sind Prepaid-Kunden sowie die Monatspakete für Sprache und SMS (eines davon mit zusätzlichem Datenvolumen) sowie ein reines Datenpaket.

### Simfonie
Eine Marke der Wien Energie, Eigenschreibweise: SIMfonie.

### HELP mobile / spusu / Tchibo Mobil Österreich
Im Juni 2015 startete die Marke spusu („Sprich und surf“) als virtueller Mobilfunker im Netz von Hutchison Drei Austria. Spusu setzt stark auf Marketing via Facebook. Als Ableger davon wurde die Marke HELP mobile gestartet, die sich als Mobilfunker für Familien präsentiert. Tchibo Mobil Österreich wird durch Eduscho direkt vertrieben.
Hinter den Marken steht die MASS Response Service GmbH, nach eigenen Angaben besitzt alleine spusu im Jahr 2020 rund 300.000 Kunden. Die Vorwahl ist dabei vor allem 0670.

### VOLmobil
VOLmobil ist ein Angebot der Russmedia mit besonderem Fokus auf Kunden in Vorarlberg. Der Vertrieb erfolgt durch die Teleport Consulting & Systemmanagement GmbH. Die Vorwahl ist dabei 0676/44.

### Wowww!
Wowww! ist ein Angebot der ICC Calling Cards GmbH, nutzt die Dienste des MVNE Yesss! und somit das Mobilfunknetz der A1 Telekom Austria.

### Yooopi!
Yooopi! ist ein Angebot der Alpinacom GmbH, nutzt die Dienste des MVNE Yesss! und somit das Mobilfunknetz der A1 Telekom Austria, und legt einen Schwerpunkt auf günstige Tarife für Auslandstelefonate.

## Ehemalige Mobilfunkdiscounter

### Allianz SIM
Die Allianz-Versicherung kündigte im September 2015 einen eigenen Discount-Mobilfunker inklusive Geräteversicherung an. Das Angebot wurde am 21. Dezember 2019 eingestellt. Die Vorwahl war dabei 0677.

### C-Cube Mobile
Die Calling Card Company (CCC) bot als Untermieter von Tele2 (TWAUSMOB GmbH) eigene SIM-Karten für günstige Telefonate ins Ausland an. Nach dem Verkauf der Tele2 Mobilfunksparte an die A1 Telekom Austria wurde der Service von C-Cube – als Teil der Selbstverpflichtungen gegenüber der Bundeswettbewerbsbehörde – eingestellt.

### delightmobile / Vectonemobile
delightmobile oder Vectonemobile waren Marken der englischen Mundio Mobile (Austria) Limited, später Vectone Mobile Austria Limited. Damit wurden günstige Telefonate hauptsächlich für ständig länderwechselnde Personen ermöglicht, wie z. B. 24 Std. Betreuerinnen, Geschäftsreisende oder Firmen mit Sitz in verschiedenen Standorten Europas. Seit dem Jahr 2023 sind die Websites nicht mehr erreichbar.

### Hello Mobile
Hello Mobile wurde am 1. April 2008 und im August 2015 endgültig eingestellt.

### kwikki
kwikki wurde Ende 2011 von Orange Austria, in Zusammenarbeit mit Tobaccoland Österreich, gestartet. Der Vertrieb erfolgte ausschließlich über Trafiken. Im Zuge der Fusion mit Hutchison Drei Austria ging diese Marke an die A1 Telekom Austria über und nutzte nun auch dieses Mobilfunknetz. Die Vorwahl war dabei 0699.

### MediaMarkt Mobil und Saturn Mobil
Media Markt und Saturn boten seit dem 30. Juni 2016 zusätzlich zu ge org eine zweite Marke an, die je nach Geschäft Media Markt Mobil oder Saturn Mobil heißt. Genutzt wurde dabei das Netz von der Hutchison Drei Austria. Im Jahr 2019 wurden die Marken eingestellt.

### ProcosMobile
ProcosMobile war ein Angebot des Procos FM (Facility Management), welches die Dienste von YouMobile und somit das Mobilfunknetz von T-Mobile Austria nutzte. Auch ProcosMobile wollte mit günstigen Tarifen für Auslandstelefonate punkten.

### Rapid Mobil
Rapid Mobil bot besondere Tarife für Fans des Fußballvereins an und warb mit "exklusiven Heimvorteilen". Die Verwaltung erfolgte dabei durch die RTK Telekom und Service GmbH im Netz von Magenta Telekom, die Vorwahl war 0677. Die Marke wurde im September 2023 eingestellt.

### Schwarzfunk
Wie in Deutschland gab es in Österreich ein Mobilfunkangebot der uboot.com-Community mit dem Namen Schwarzfunk. Schwarzfunk verwendete ursprünglich das tele.ring-Netz, welches nach der Übernahme in das Netz des neuen Eigentümers T-Mobile Austria integriert wurde.

### Tele2 Champion
Tele2 (früher Tele2UTA) bot in Österreich Festnetz und Internet und mit Champion bis zum Verkauf der Mobilfunksparte auch Mobiltelefonie an. Tele2 Champion (früher Tele2Mobil) begann mit seinem Preiskampf als Mobilfunkdiscounter vor allem mit Werbung gegen den bereits bekannten Discounter Yesss! mit einem niedrigeren Minutenpreis. Tele2 bot als Vorteil gegenüber Yesss! MMS und GPRS, gegen namentliche Registrierung sogar Roaming an. Im Zuge des Preiskampfes reagierte Yesss! mit einer Vertragsoption, bei der auch hier durch die namentliche Registrierung bei der Vertragsunterzeichnung Roaming möglich wurde. Tele2 nutzte ebenfalls das Orange-Austria-Netz. Die Mobilfunksparte wurde jedoch um rund 7 Mio. Euro an die A1 Telekom Austria verkauft, welche die rund 131.000 ehemaligen Tele2-Kunden vom damaligen One (heute Drei) in das Mobilkom-Austria-Netz zur Diskontmarke bob überführt hat. Bestandskunden konnten ihre alten Tarife vorerst behalten.

### tele.ring
tele.ring wurde ursprünglich als eigenes Unternehmen vom Verbund, der ÖBB und der Stadtwerkeholding Citykom Austria im Jahr 1997 gegründet. 1998 beteiligte sich Mannesmann und übernahm tele.ring später komplett, verkaufte das Unternehmen allerdings 2001 an Western Wireless. Western Wireless wiederum verkaufte tele.ring nach der eigenen Übernahme durch Alltel im August 2005 an T-Mobile Austria, ab Frühjahr 2019 Magenta Telekom. Das UMTS-Netz von tele.ring wurde im August 2006 abgeschaltet, das GSM-Netz wurde in das von T-Mobile Austria integriert, sodass tele.ring über kein eigenes Mobilfunknetz mehr verfügte und tele.ring-Kunden nun das Netz von T-Mobile Austria benutzen. tele.ring blieb zwar als eigene Marke erhalten, wurde aber zur Discountsparte von T-Mobile Austria, wobei weiterhin Services wie WAP, MMS und Breitband-Internet angeboten wurden, sodass die Bezeichnung als No-frills-Anbieter auf tele.ring nicht zutrifft.
Mit dem Kauf von tele.ring konnte T-Mobile Austria seinen Gesamtmarktanteil um eine Million Kunden erweitern und schloss somit zum Marktführer Mobilkom Austria auf. Kurz nach der Veröffentlichung des Yesss!-Prepaid-Datentarifs, startete tele.ring mit einem eigenen Internet-Angebot und war somit der zweite österreichische Mobilfunkdiscounter mit eigenem Breitbandtarif. Bei diesem Tarif handelte es sich im Gegensatz zum Angebot von Yesss! um einen Postpaid-Tarif mit Konditionen, die denen der großen Mobilfunknetzbetreiber ähnelten. Genutzt wurde das UMTS/HSDPA-Netz von Magenta Telekom, wobei eine maximale Downloadgeschwindigkeit nicht limitiert wurde.
Die Marke wurde im Jahr 2020 eingestellt, Kunden dabei vollständig in die Struktur der Magenta Telekom integriert. Die Vorwahl war 0650.

### UPC Mobile
UPC Austria startete im Jahr 2015 als virtueller Mobilfunkanbieter unter dem Namen UPC mobile. Dabei wurde bis zum Aufkauf sowie Fusion mit der T-Mobile Austria im Jahr 2018 das Netz von der Hutchison Drei Austria mitbenutzt. Die Vorwahl war 0678.

### Vinmobile
Vinmobile war ein Angebot der Vin Traders GmbH und nutzte die Dienste von YouMobile und somit das Mobilfunknetz von T-Mobile Austria. Vinmobile wollte mit günstigen Tarifen für Auslandstelefonate punkten.

### YouTalk
YouTalk war das eigene Angebot des MVNE YouMobile (Mitacs Telekomservice GmbH), wobei das Mobilfunknetz von T-Mobile Austria genutzt wurde. Verkaufsargument waren günstige Tarife für Telefonate ins Ausland. Mitacs meldete im Februar 2014 Insolvenz an und hat den Betrieb mittlerweile eingestellt.